# Jorge Barbarin
Jorge Barbarin Gárriz (Pamplona, 7 de mayo de 1971), conocido deportivamente como Barbarin, es un exfutbolista español que jugaba principalmente de delantero. Anotó más de un centenar de goles en Segunda División B y 22 en Segunda División durante su carrera.
Actualmente es entrenador de fútbol.

## Trayectoria
Formado en el CD Izarra de Estella, destacó en la temporada 1990-91 con doce tantos. Ello, le llevó a fichar por el Bilbao Athletic en 1991, sin embargo, nunca llegó a debutar con el filial rojiblanco. Únicamente jugó un partido amistoso con el Athletic Club, el 26 de septiembre de 1991, ante el Santurtzi. En marzo de 1992 fue cedido a la SD Lemona y posteriormente, regresó al CD Izarra. Con el cuadro navarro marcó doce y trece goles, respectivamente.
El CD Numancia, que militaba en 2ª B, le puso sobre la mesa una oferta y aceptó. Allí permaneció cinco temporadas. Vivió el histórico episodio de la Copa del Rey ante el FC Barcelona en 1996 y el ascenso a 2ª A en 1997.  En la temporada 1998/99 ascendió a Primera División, pero el cambio de entrenador truncó sus planes. Lotina se fue a Osasuna y llegó Andoni Goikoetxea, que no contaba con él.
Barbarin jugó más tarde dos temporadas en el CD Leganés. También pasó por las filas del UE Lleida, Burgos CF, Racing de Ferrol, SD Huesca y Logroñés CF. Acabó su carrera en el CD Izarra. 

### El Gol en el Camp Nou
El 14 de febrero de 1996, el CD Numancia, por entonces en Segunda B, se jugaba con el FC Barcelona los cuartos de final en la Copa del Rey. Barbarin marcó el primer gol del partido y, aunque el equipo de Cruyff remontó, su nombre e imagen recorrieron la península. Acaparó titulares de periódicos, salió en televisión y fue protagonista de muchas entrevistas por radio. Pase lo que pase Barbarin será siempre recoradado por 'el del gol en el Camp Nou'.

## Clubes
| Club             | Categoría          | Año       |
| ---------------- | ------------------ | --------- |
| CD Izarra        | Segunda División B | 1990-1991 |
| SD Lemona        | Segunda División B | 1991-1992 |
| CD Izarra        | Segunda División B | 1992-1994 |
| CD Numancia      | Segunda División   | 1994-1999 |
| CD Leganés       | Segunda División   | 1999-2001 |
| UE Lleida        | Segunda División B | 2001-2002 |
| Burgos CF        | Segunda División B | 2002-2003 |
| Racing de Ferrol | Segunda División B | 2003-2004 |
| SD Huesca        | Segunda División B | 2004-2005 |
| Logroñés CF      | Segunda División B | 2005-2006 |
| CD Calahorra     | Tercera División   | 2006      |
| CD Izarra        | Tercera División   | 2006-2008 |

## Trayectoria como entrenador
Comenzó entrenando al Izarra Juvenil, paso al CD Arenas de Ayegui en 2009.
En enero de 2011 es el elegido para sustituir a Miguel Sola al frente del CD Izarra. Consigue el subcampeonato del Grupo XV de Tercera División y la clasificación para la promoción de ascenso a Segunda B. Desde 2012 a 2015 entrena al CD Zirauki en Regional.
En septiembre de 2015 es uno de los entrenadores elegidos por el director técnico Miguel Merino Torres para las selecciones masculinas del fútbol navarro. El exjugador estellés será el responsable del combinado sub-18 y ayudante en la sub-16 y en el Fútbol 8.